# Argyractis ambahonalis
Argyractis ambahonalis là một loài bướm đêm trong họ Crambidae.